# Giovanni Contarini (pittore)
Giovanni Contarini (Venezia, 1549 – prima del 1604) è stato un pittore italiano.

## Biografia
Era figlio di un Francesco soprannominato "dalla Valonia", forse perché aveva vissuto in Vallonia (in qualità di commerciante?), o dal nome di una sostanza usata in tintoria. Il padre lo avrebbe indirizzato agli studi umanistici e il sarebbe divenuto notaio con Giovanni Francesco Crivelli, che pure divenne in seguito pittore.
Fu particolarmente famoso come imitatore di Tiziano, era tanto bravo che spesso non si riconosceva l'originale dal falso. Il suo lavoro è definito molle delicato, ma bello e con colori molto vivi.

## Opere
Il suo dipinto più famoso è esposto al Louvre, venne rimosso dal Palazzo Ducale di Venezia, e rappresenta una Vergine con figlio, con San Marco e Santo Stefano, e inginocchiato il doge Marino Grimani. 
Altre opere sono ospitate nei musei di Berlino, Firenze, Milano, San Gerolamo ora ospitato nell Pinacoteca di Brera, e Vienna, e in molte Chiese di Venezia. 
Fu molto attivo nel XVI secolo, ed amava dipingere soggetti che si rifacevano ai miti greci e romani. Dipinse alcuni soffitti dei palazzi veneziani, e per alcuni anni della sua vita venne ospitato dall'Imperatore del Sacro Romano Impero Rodolfo II, di cui era l'artista favorito, di cui era cavaliere.
Famoso il suo dipinto nel soffi nella chiesa di San Francesco di Paola "Resurrezione di Cristo".
L'Accademia Carrara espone Creazione di Eva proveniente per lascito ereditario dalla collezione di Salvatore Orsetti.